# Trofej prvakinja 2008. (hokej na travi)
15. Trofej prvakinja se održao 2008. godine.

## Mjesto i vrijeme održavanja
Održao se od 17. do 25. svibnja 2008.
Utakmice su se igrale u njemačkom gradu Mönchengladbachu, na stadionu Warsteiner HockeyPark.

## Natjecateljski sustav
Ovaj turnir se igralo po jednostrukom ligaškom sustavu. Za pobjedu se dobivalo 3 boda, za neriješeno 1 bod, a za poraz nijedan bod. 
Kriterij po kojemu se djevojčadi redalo na kraju natjecanja su bili redom:

- broj bodova

- razlika pogodaka

- postignuti pogodci 

- međusobni rezultat u natjecanju po skupinama

Ako se ni nakon ova četiri kriterija ne može napraviti poredak, organizira se natjecanje u raspucavanju između djevojčadi čiji poredak treba utvrditi.
Nakon ligaškog dijela, doigravalo se za poredak. Prva i druga djevojčad na ljestvici je doigravala za zlatno odličje, treće i četvrte za brončano odličje, a pete i šeste na ljestvici za 5. i 6. mjesto. Djevojčadi su igrale po jednu utakmicu.
Susrete se igralo na umjetnoj travi.

## Sudionice
Sudjelovale su djevojčadi
- olimpijske pobjednice i domaćin Njemačka
- svjetske prvakinje i braniteljice naslova Nizozemska
- svjetske doprvakinje Australija
- Argentina
- Japan
- Kina (domaćin OI)

## Sastavi

### Argentina
Trener: Gabriel Minadeo
| 1. Belen Succi (vratarka) 2. Magdalena Aicega (kapetanica) 3. Rosario Luchetti 4. Alejandra Gulla 5. Luciana Aymar 6. Agustina Bouza 7. Agustina Soledad Garcia 8. Carla Rebecchi 9. Mariana Gonzalez Oliva | 1. Mercedes Margalot 2. María de la Paz Hernández 3. Mariana Rossi 4. Paola Vukojicic (vratarka) 5. Marine Russo 6. Gabriela Aguirre 7. Claudia Burkart 8. Silvina D'Elia 9. Noel Barrionuevo |

### Australija
Trener: Frank Murray
| 1. Suzie Faulkner 2. Wendy Beattie 3. Casey Eastham 4. Megan Rivers 5. Kim Walker 6. Rebecca Sanders 7. Kate Hollywood 8. Emily Halliday 9. Madonna Blyth | 1. Jessica Arrold 2. Kobie McGurk 3. Rachel Imison (vratarka) 4. Angie Skirving 5. Melanie Twitt 6. Hope Munro 7. Teneal Attard 8. Sarah Young 9. Nikki Hudson (kapetanica) |

### Kina
Trener: Kim Chang-Back
| 1. Chen Zhaoxia 2. Ma Yibo 3. Cheng Hui 4. Huang Junxia 5. Fu Baorong 6. Li Shuang 7. Gao Lihua 8. Tang Chunling 9. Zhou Wanfeng | 1. Sun Zhen 2. Zhang Yimeng 3. Li Hongxia 4. Ren Ye 5. Chen Qiuqi 6. Zhao Yudiao 7. Song Qingling 8. Li Aili 9. Pan Fengzhen |

### Njemačka
Trener: Michael Behrmann
| 1. Yvonne Frank (vratarka) 2. Tina Bachmann 3. Mandy Haase 4. Natascha Keller 5. Kerstin Hoyer 6. Nina Kasselmann 7. Eileen Hoffmann 8. Marion Rodewald 9. Fanny Rinne (kapetanica) | 1. Anke Kühn 2. Anneke Böhmert 3. Janine Beermann 4. Maike Stöckel 5. Janne Müeller-Wieland 6. Christina Schütze 7. Julia Müller 8. Lina Geyer 9. Kristina Reynolds (vratarka) |

### Japan
Trener: Yoo Seung-Jin
| 1. Ikuko Okamura 2. Keiko Miura 3. Mayumi Ono 4. Chie Kimura 5. Rika Komazawa 6. Miyuki Nakagawa 7. Sakae Morimoto 8. Kaori Chiba 9. Yukari Yamamoto | 1. Toshie Tsukui 2. Yuku Kitano 3. Sachimi Iwao 4. Akemi Kato (kapetanica) 5. Tomomi Komori 6. Misaki Ozawa 7. Chinami Kozakura 8. Chie Akutsu 9. Yuka Yoshikawa |

### Nizozemska
Trener: Marc Lammers
| 1. Lisanne de Roever (vratarka) 2. Eefke Mulder 3. Fatima Moreira de Melo (kapetanica) 4. Renske van Geel 5. Fleur van Dooren 6. Wieke Dijkstra 7. Minke Smabers 8. Marieke Dijkstra 9. Carlijn Welten | 1. Roël Kuyvenhoven 2. Naomi van As 3. Claire Verhage 4. Marise Jongepier 5. Kiki Collot d'Escury 6. Eva de Goede 7. Carlien Dirkse van den Heuvel 8. Michelle van der Pols 9. Marilyn Agliotti |

## Rezultati natjecanja u skupini
Svi susreti su po srednjoeuropskom vremenu (UTC+2)
| 17. svibnja 2008. 13:00    |       |       |                                    |
| Australija                 | 2 : 0 | Japan | Suci: Caroline Brunekreef Miao Lin |
| Eastham 18.' Halliday 61.' |       |       | Suci: Caroline Brunekreef Miao Lin |

| 17. svibnja 2008. 15:00   |       |              |                                       |
| Nizozemska                | 2 : 1 | Njemačka     | Suci: Marelize de Klerk Frances Block |
| Agliotti 41.' Van As 60.' |       | Schütze 16.' | Suci: Marelize de Klerk Frances Block |

| 17. svibnja 2008. 17:00       |       |                  |                                        |
| Kina                          | 2 : 1 | Argentina        | Suci: Gina Spitaleri Christine Hippler |
| Zhao Yudiao 45.' Ma Yibo 70.' |       | Barrionuevo 51.' | Suci: Gina Spitaleri Christine Hippler |

| 18. svibnja 2008. 14:00 |       |             |                                  |
| Njemačka                | 2 : 1 | Australija  | Suci: Gina Spitaleri Chieko Soma |
| Kühn 7.' Böhmert 18.'   |       | Rivers 65.' | Suci: Gina Spitaleri Chieko Soma |

| 18. svibnja 2008. 16:00              |       |                  |                                |
| Nizozemska                           | 3 : 1 | Kina             | Suci: Frances Block Anne McRae |
| Agliotti 24', 53.' Smabers 59.' (PS) |       | Zhao Yudiao 13.' | Suci: Frances Block Anne McRae |

| 18. svibnja 2008. 18:00  |       |            |                                  |
| Argentina                | 2 : 1 | Japan      | Suci: Marelize de Klerk Miao Lin |
| Bouza 29..' Burkart 63.' |       | Chiba 69.' | Suci: Marelize de Klerk Miao Lin |

| 20. svibnja 2008. 18:00 |       |                                |                                      |
| Australija              | 1 : 2 | Argentina                      | Suci: Chieko Soma Christiane Hippler |
| Rivers 42.'             |       | Barrionuevo 27.' Luchetti 53.' | Suci: Chieko Soma Christiane Hippler |

| 20. svibnja 2008. 20:00 |       |                       |                                      |
| Japan                   | 1 : 2 | Njemačka              | Suci: Anne McRae Caroline Brunekreef |
| Kimura 60.'             |       | Kühn 40.' Keller 56.' | Suci: Anne McRae Caroline Brunekreef |

| 21. svibnja 2008. 16:00                       |       |                                   |                                    |
| Kina                                          | 3 : 3 | Australija                        | Suci: Gina Spitaleri Frances Block |
| Ma Yibo 17.' Fu Baorong 48.' Zhao Yudiao 62.' |       | Young 4.' Rivers 16.' McGurk 70.' | Suci: Gina Spitaleri Frances Block |

| 21. svibnja 2008. 18:00 |       |            |                                            |
| Japan                   | 1 : 0 | Nizozemska | Suci: Marelize de Klerk Christiane Hippler |
| Chiba 50.'              |       |            | Suci: Marelize de Klerk Christiane Hippler |

| 22. svibnja 2008. 14:00    |       |      |                              |
| Njemačka                   | 2 : 0 | Kina | Suci: Chieko Soma Anne McRae |
| Böhmert 34.' Beermann 41.' |       |      | Suci: Chieko Soma Anne McRae |

| 22. svibnja 2008. 16:00  |       |            |                               |
| Argentina                | 2 : 0 | Nizozemska | Suci: Gina Spitaleri Miao Lin |
| Rebecchi 11.' Aymar 15.' |       |            | Suci: Gina Spitaleri Miao Lin |

| 24. svibnja 2008. 12:00 |       |           |                                             |
| Njemačka                | 0 : 0 | Argentina | Suci: Marelize de Klerk Caroline Brunekreef |
|                         |       |           | Suci: Marelize de Klerk Caroline Brunekreef |

| 24. svibnja 2008. 14:00                    |       |                                  |                                |
| Kina                                       | 3 : 3 | Japan                            | Suci: Anne McRae Frances Block |
| Ren Ye 33.' Zhou Wanfeng 51.' Ma Yibo 63.' |       | Tsukui 15.' (PS) Chiba 40', 54.' | Suci: Anne McRae Frances Block |

| 24. svibnja 2008. 16:00 |       |                           |                            |
| Australija              | 1 : 2 | Nizozemska                | Suci: Chieko Soma Miao Lin |
| Rivers 52.'             |       | Agliotti 27.' Mulder 37.' | Suci: Chieko Soma Miao Lin |

### Ljestvica nakon natjecanja u skupini
| Mj. | Djevojčad  | Ut | Pb | N | Pz | Ps | Pr | RP | Bod |
| --- | ---------- | -- | -- | - | -- | -- | -- | -- | --- |
| 1   | Argentina  | 5  | 3  | 1 | 1  | 7  | 4  | +3 | 10  |
| 2   | Njemačka   | 5  | 3  | 1 | 1  | 7  | 4  | +3 | 10  |
| 3   | Nizozemska | 5  | 3  | 0 | 2  | 7  | 6  | +1 | 9   |
| 4   | Kina       | 5  | 1  | 2 | 2  | 9  | 12 | -3 | 5   |
| 5   | Australija | 5  | 1  | 1 | 3  | 8  | 9  | -1 | 4   |
| 6   | Japan      | 5  | 1  | 1 | 3  | 6  | 9  | -3 | 4   |

- zeleno - doigravaju za zlatno odličje
- plavo - doigravaju za brončano odličje
- crveno - doigravaju za 5. mjesto

## Doigravanje
- za 5. mjesto

| 25. svibnja 2008. 10:00 |       |                         |                                              |
| Australija              | 3 : 0 | Japan                   | Suci: Christiane Hippler Caroline Brunekreef |
| Young 28.'              |       | Rivers 56.' Hudson 61.' | Suci: Christiane Hippler Caroline Brunekreef |

- za brončano odličje

| 25. svibnja 2008. 12:30                |       |      |                                 |
| Nizozemska                             | 3 : 0 | Kina | Suci: Anne McRae Gina Spitaleri |
| Agliotti 7.' Djikstra 35.' Mulder 61.' |       |      | Suci: Anne McRae Gina Spitaleri |

- za zlatno odličje

| 25. svibnja 2008. 15:00                                   |       |                         |                                     |
| Argentina                                                 | 6 : 2 | Njemačka                | Suci: Marelize de Klerk Chieko Soma |
| García 4.' Gulla 8', 37', 69.' Rebecchi 22.' Burkart 51.' |       | Beermann 5.' Hoyer 47.' | Suci: Marelize de Klerk Chieko Soma |

### Konačna ljestvica
| Mj. | Momčad     |
| --- | ---------- |
| 1.  | Argentina  |
| 2.  | Njemačka   |
| 3.  | Nizozemska |
| 4.  | Kina       |
| 5.  | Australija |
| 6.  | Japan      |

| Pobjednice             |
| ---------------------- |
| Argentina Drugi naslov |

## Najbolje sudionice
| najpogodak      | najveća nada | najbolja vratarka | najbolji strijelci            | najbolja igračica |
| --------------- | ------------ | ----------------- | ----------------------------- | ----------------- |
| Janine Beermann | Zhao Yudiao  | Kristina Reynolds | Megan Rivers Marilyn Agliotti | Luciana Aymar     |

## Vanjske poveznice
- Službene stranice  Arhivirana inačica izvorne stranice od 17. listopada 2008. (Wayback Machine)
- Njemački hokejaški savez